# One Astor Plaza
One Astor Plaza, auch 1515 Broadway, früher W. T. Grant Building, ist eine Wolkenkratzer am Times Square in Manhattan in New York City. Er ist der Hauptsitz von Paramount Global, das bis 2022 unter den Namen ViacomCBS Inc. firmierte.

## Beschreibung
Der Büroturm befindet sich im Theater District von Midtown Manhattan direkt am Times Square zwischen der West 44th und West 45th Street sowie am Broadway und Seventh Avenue, die sich vor dem Gebäude kreuzen. Im Westen wird er von der Shubert Alley und dem dahinter stehenden Shubert Theatre begrenzt. Benachbarte Hochhäuser sind unter anderem 1540 Broadway (223 m), One Times Square (111 m) und Four Times Square (247 m).
Der One Astor Plaza wurde im Jahr 1972 nach fast vier Jahren Bauzeit fertiggestellt und ersetzte das 1904 eröffnete Hotel Astor, nach dem es benannt ist. Das Gebäude hat eine Höhe von 227,1 Metern (745 Fuß) und besitzt 54 Etagen, die eine Nutzfläche von rund 162.000 Quadratmeter bieten. Das Gebäude besteht aus einem den größten Teil des Grundstücks einnehmenden Sockel und dem von der Straße etwa 40 m zurückgesetzten Turm. Der Turm hat eine dunkle Glasfassade, während der Sockel mit Stein verkleidet ist. Die Turmspitze hat eine „Kappe“ aus Kalkstein mit exzentrischen kronenartigen Zacken an den Dachecken. Im Erdgeschoss durchquert von der West 44th zur West 45th Street eine öffentliche Fußgängerpassage mit Zugang zum Minskoff Theatre das Gebäude. Im Sockel befinden sich neben dem Theater und Einzelhandelsgeschäften eine Lobby und das „Studio 1515“ von Paramount Global. Bis 2004 war im Kellergeschoss ein Kino eingerichtet. SL Green schloss es und eröffnete hier den Veranstaltungsort „Palladium Times Square“.
Der Wolkenkratzer wurde ursprünglich nach seinem ersten Hauptmieter, der Einzelhandelskette W. T. Grant, benannt. Ab 2002 war SL Green Realty zunächst Miteigentümer und ab 2012 alleiniger Eigentümer des Gebäudes. Im April 2012 unterzeichnete Viacom einen Mietvertrag zur Übernahme von 150.000 m² Büroflächen. 2017 wurde die Allianz mit einem Anteil von 43 % Miteigentümer von One Astor Plaza. Am 13. August 2019 schlossen sich CBS und Viacom offiziell unter den Namen ViacomCBS zusammen. ViacomCBS benannte sich am 16. Februar 2022 in Paramount Global um.

## Projekt Caesar's Palace Times Square
Der Bundesstaat New York kündigte im April 2022 an, dass sie drei Lizenzen für die Betreibung eines Casinos in Downstate New York, das New York City, Long Island und Hudson Valley umfasst, vergeben will. Die Abgabefrist für eine Bewerbung potentieller Betreiber endete im Juni 2025.
Im Oktober 2022 reichten SL Green und der Casino-Betreiber Caesars Entertainment gemeinsam einen formellen Vorschlag für ein Casino im 1515 Broadway ein. Der Vorschlag wird seit Dezember 2022 von der Unterhaltungsagentur Roc Nation unterstützt. Geplant ist, dass Caesars Palace Times Square die unteren acht Etagen des Gebäudes belegt, während die Stockwerke darüber ein Hotel mit 992 Zimmer einnimmt.
Anfang 2023 formierte sich Widerstand von Gemeindeverbänden und benachbarter Unternehmen in der eigens dafür gegründeten NIMBY Coalition sowie Manhattans Community Board 5 gegen das geplante Casino-Projekt. Dagegen erhielt das Projekt große Unterstützung unter anderem von Gewerkschaften, Wyndham Hotels & Resorts, Theaterbetreiber und lokalen Immobilienbesitzern.
Die Unterstützer des Caesars Palace Times Square legten am 27. Juni 2025 dem Staat New York einen offiziellen Vorschlag vor, der mit einer Investition von 5,4 Milliarden US-Dollar die Umwandlung des bisherigen Bürogebäudes in ein Casino und ein Hotel beinhaltet.

## Galerie

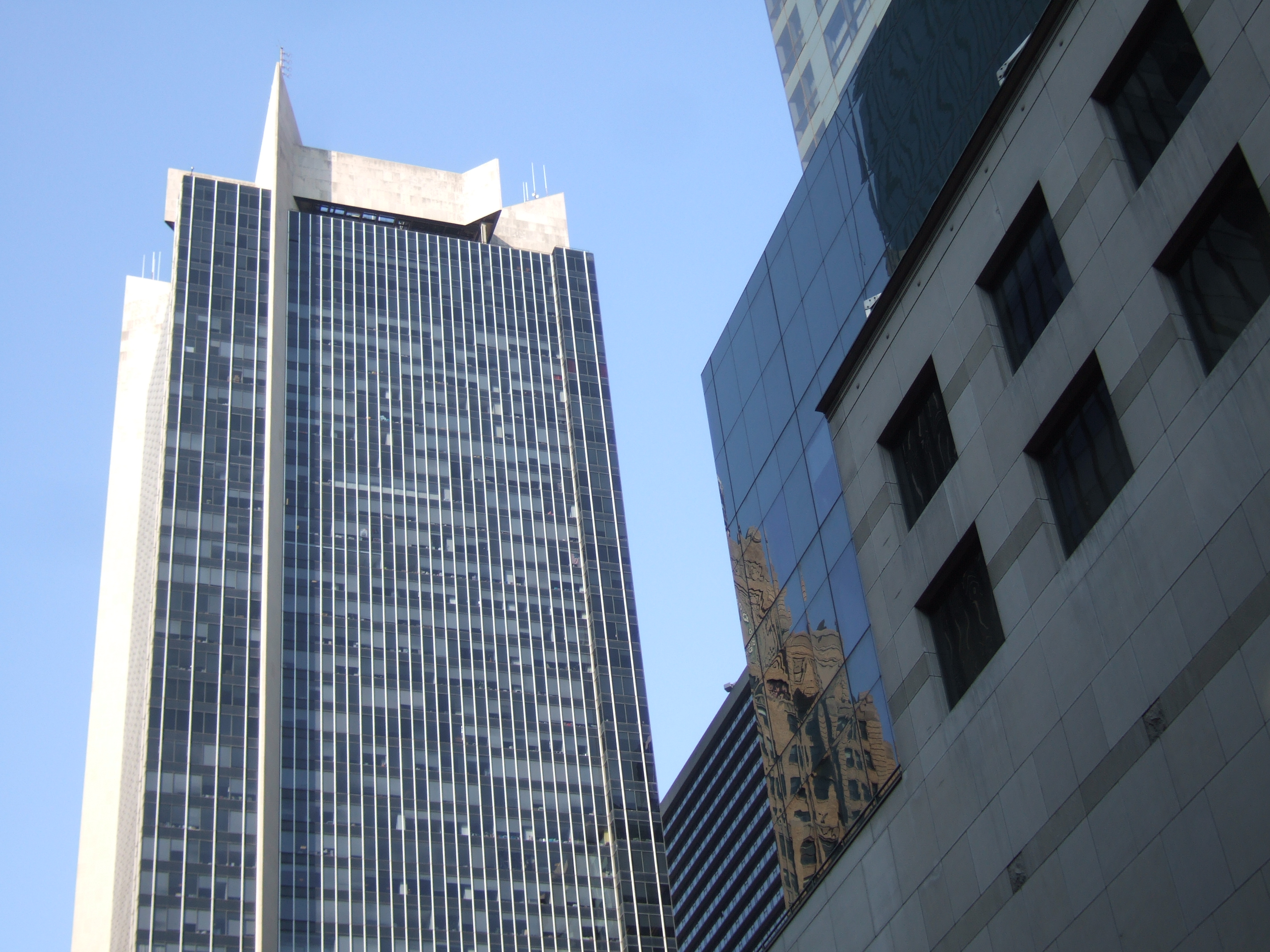
Der Wolkenkratzer mit Kalkstein-Krone
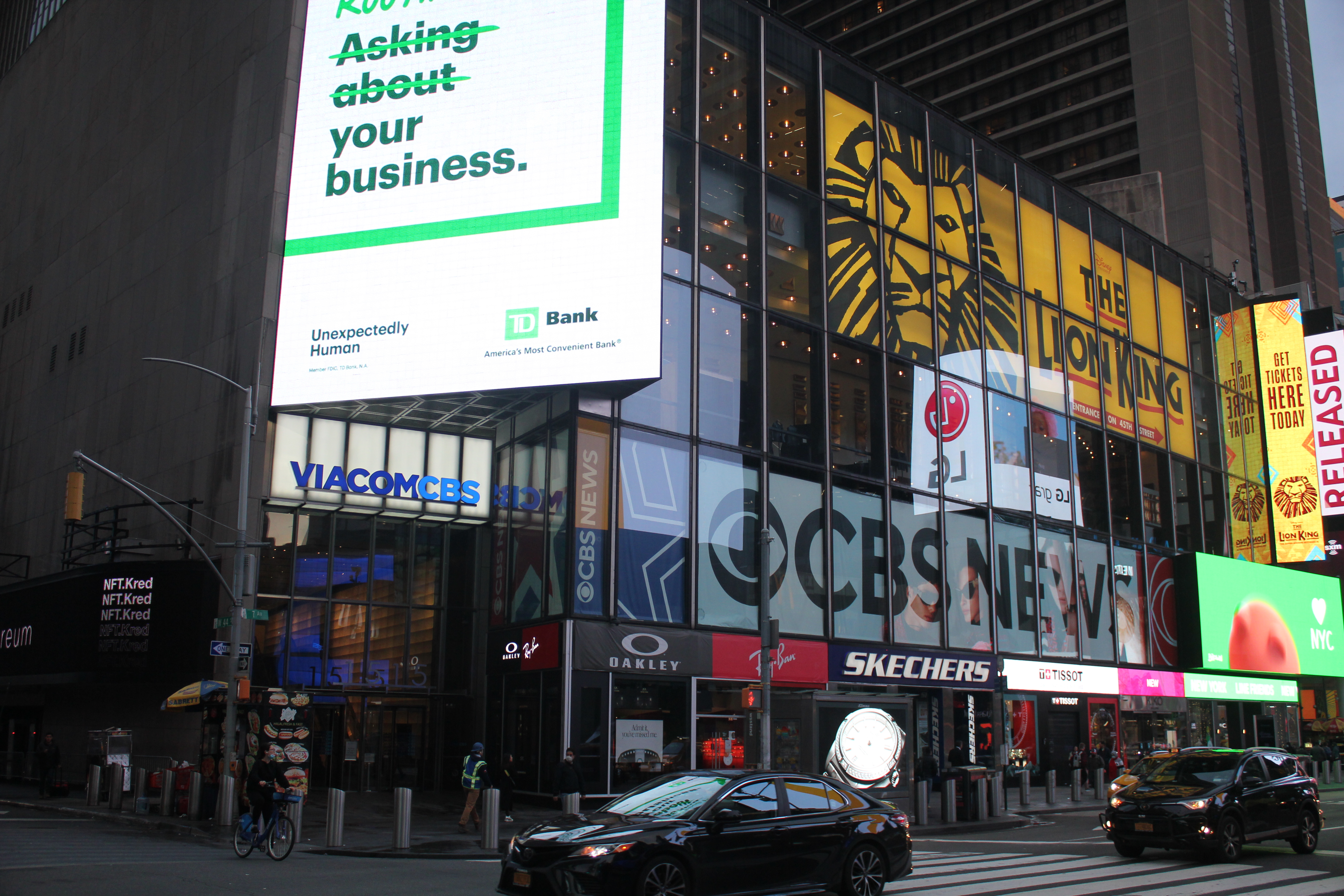
Sockel am Times Square mit dem Minskoff Theatre
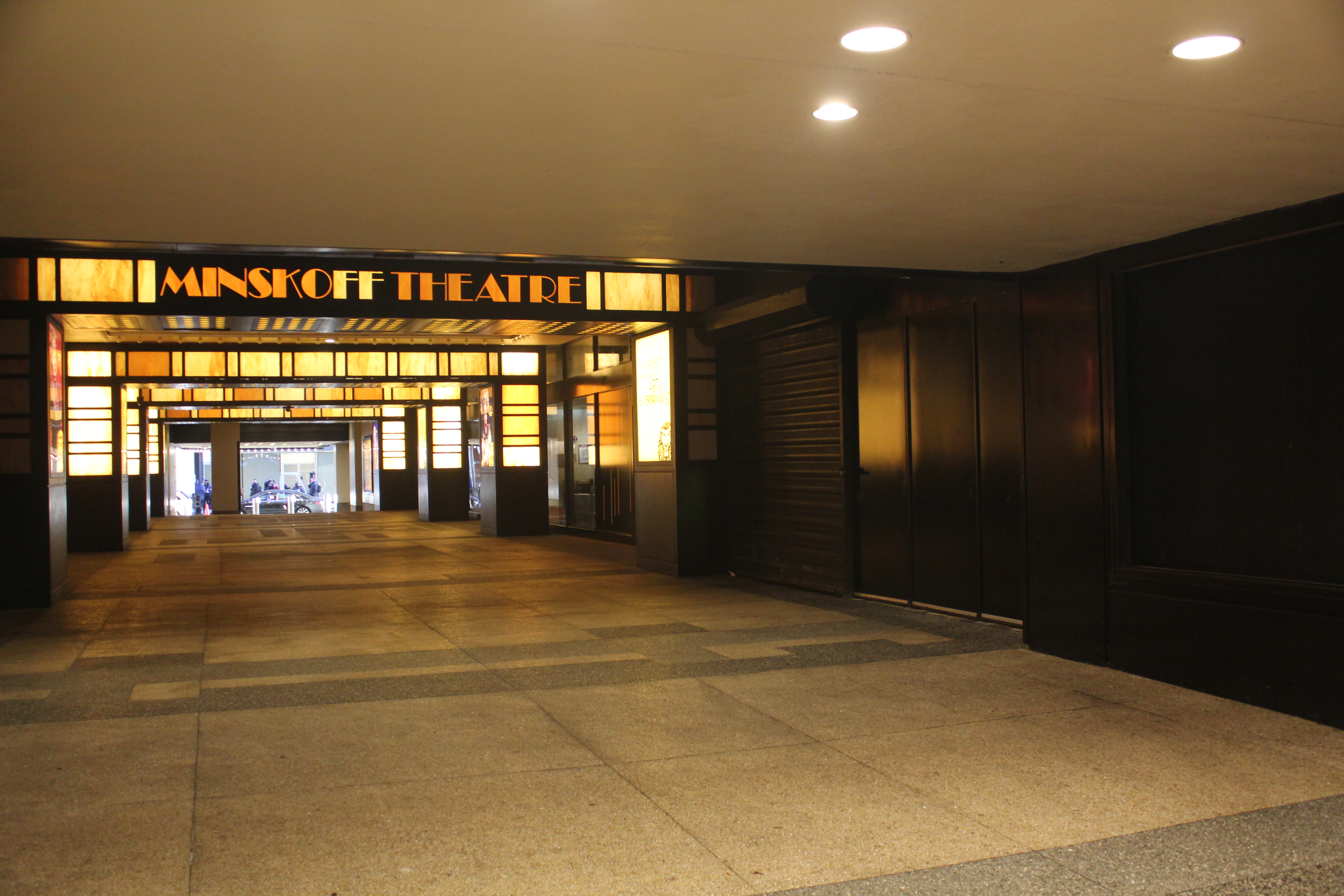
Die Minskoff Theatre Passage im Erdgeschoss zwischen der 44th und 45th Street